# Линкълн (окръг, Айдахо)
Вижте пояснителната страница за други значения на Линкълн.
Окръг Линкълн (на английски: Lincoln County) е окръг в щата Айдахо, Съединени американски щати. Площ 3123 km² (1,44% от площта на щата). Население – 5318 души (2017), 0,3% от населението на щата, гъстота 1,7 души/km². Административен център град Шошони.
Окръгът се намира в южната част на щата. Граничи със следните окръзи: на запад – Гудинг, на север – Камас и Блейн, на изток – Минидока, на юг – Джеръм. Разположен е в средната част на обширната междупланинска равнина на река Снейк, на север от реката, като надморската височина варира от 1150 m на юг до към 1700 m на север. Максимална височина 5950 f, (1813 m), намираща се в крайния северозападен ъгъл на окръга. От североизток на югозапад, а след град Шошони на запад протича река Литъл Ууд, десен приток на Снейк.
Най-голям град в окръга е административният център Шошони 1461 души (2010 г.).
През окръга преминават участъци от 2 междущатски шосета:
- Междущатско шосе  – 39 мили (62,8 km), от запад на изток, а след град Шошони на североизток.
- Междущатско шосе  – 35 мили (56,3 km), от юг на север, а след град Шошони на североизток.

Окръгът е образуван на 18 март 1895 г. и е наименуван в чест на 16-ия президент на САЩ Ейбрахам Линкълн, при управлението на който е била създадена територия Айдахо, прераснала по-късна в щата Айдахо.